# Carlos Moyá (tennista)
Carlos Moyá Llompart (Palma di Maiorca, 27 agosto 1976) è un allenatore di tennis ed ex tennista spagnolo, vincitore del singolare agli Open di Francia 1998 e numero 1 al mondo per 2 settimane nel marzo del 1999 dopo la finale disputata all'Indian Wells Masters.
Ha vinto altri 19 tornei in singolare nel circuito maggiore, tra cui tre di categoria Masters 1000, e ha raggiunto la finale agli Australian Open 1997 e agli ATP Tour World Championships 1998. Nel 1996 ha esordito nella squadra spagnola di Coppa Davis, con cui ha vinto l'edizione del 2004. Da allenatore ha ottenuto grandi risultati con Milos Raonic e Rafael Nadal.

## Biografia
Figlio di Andres e Pilar, è il più giovane dei figli dopo la sorella Begona e il fratello Andres. Ha iniziato a giocare a tennis a sei anni. È stato legato sentimentalmente alla tennista Flavia Pennetta. Il 7 luglio 2011 ha sposato l'attrice Carolina Cerezuela, con la quale aveva avuto l'anno prima la figlia Clara. Nel 2012 è nato il secondo figlio Carlos e nel 2014 la terzogenita Daniela. Appassionato di videogiochi e di musica rock, è stato amico dei componenti del gruppo spagnolo Café Quijano, con i quali ha cantato sul palco in un concerto a Barcellona. Appassionato anche di altri sport, è grande tifoso della squadra di calcio del Maiorca e tra i suoi amici vi sono il cestista Pau Gasol e il golfista Sergio García Fernández.
Nel 1997 ha fatto la settimana di servizio militare obbligatorio ed è stato costretto a tagliare i capelli, che teneva sempre lunghi. Due anni dopo viene inserito dalla rivista statunitense People tra le 50 persone più belle del mondo. Nell'ottobre 2000 lancia sul mercato mondiale la sua linea di acqua di Colonia. Nell'aprile 2001 debutta come attore interpretando un allenatore di tennis nel film spagnolo Torrente II. Attivo in opere di beneficenza a Maiorca, nel gennaio 2005 devolve il premio di 52.000 dollari vinto al Chennai Open 2005 ai soccorsi per le popolazioni colpite dallo tsunami nell'Oceano Indiano. Alla fine di quella stagione gli viene assegnato il premio ATP Arthur Ashe Humanitarian of the Year. Era benvoluto dal pubblico e dagli avversari per la sua correttezza e compostezza in campo.

## Carriera da giocatore

### Tra gli juniores
Nel 1994 gioca alcuni tornei nell'ITF Junior Circuit e vince i suoi unici titoli, uno in singolare e uno in doppio, agli European Closed Junior Championships. Quello stesso anno fa parte della squadra spagnola che si aggiudica la Coppa Galea.

### 1993-1994, esordi nei tornei satellite, Challenger e ATP
Nel 1993 inizia a giocare nei tornei satellite senza conseguire grandi risultati ma si guadagna i primi punti del ranking ATP. Vince i primi tre titoli in singolare nei tornei satellite nell'estate del 1994 allo Spain 7 Masters. Questi successi gli consentono di accedere per la prima volta alle qualificazioni di un torneo delle ATP Challenger Series in settembre al Ciutat de Barcelona e viene eliminato al secondo incontro. La settimana successiva esce nelle qualificazioni ai Campionati Internazionali di Sicilia, torneo ATP World Series, mentre le supera in doppio ed esce di scena al primo turno. Non supera le qualificazioni anche ai World Series di Atene e Santiago del Cile.

### 1995, primo titolo ATP, primi titoli Challenger e 61º nel ranking
Nei primi mesi del 1995 torna a giocare nei tornei satellite e tra aprile e maggio perde nelle qualificazioni all'ATP di Barcellona e in due tornei Challenger. A maggio supera per la prima volta le qualificazioni in singolare in un Challenger e vince il primo incontro nel tabellone principale a Budapest contro Galo Blanco. Il mese dopo raggiunge i quarti di finale al torneo ATP di St. Pölten con il successo sul nº 31 del mondo Francisco Clavet, primo top 100 sconfitto in carriera, e viene eliminato da Bohdan Ulihrach. Disputa quindi due semifinali Challenger e alza il primo trofeo da professionista battendo Jiří Novák in finale al Challenger di Oberstaufen. Nel finale di stagione disputa altre due finali Challenger e vince quella al Budapest 2; a settembre entra nella top 100. All'ultimo impegno stagionale vince il primo titolo ATP in carriera all'Argentina Open, superando in finale Félix Mantilla per 6-0, 6-3. Chiude il 1995 con il nuovo miglior ranking al 61º posto mondiale.

### 1996, un titolo ATP, top 20 e debutto in Coppa Davis
Fa il suo esordio in una prova del Grande Slam agli Australian Open 1996 e viene sconfitto al primo turno. Raggiunge la prima semifinale ATP stagionale senza perdere alcun set al Barcelona Open, elimina tra gli altri il nº 12 del mondo Marc Rosset e il nº 20 Albert Costa e cede al nº 2 Thomas Muster dopo aver vinto il primo set. Continua l'ascesa nel ranking con la finale raggiunta agli Internazionali di Baviera, dove supera per la prima volta un top 10, il nº 6 Goran Ivanišević, in semifinale si prende la rivincita sul nº 2 Muster con un doppio 6-3 e viene sconfitto a sorpresa dal nº 73 Sláva Doseděl. Questi risultati gli valgono il 24º posto mondiale e sale al 20º dopo l'eliminazione al terzo turno agli Internazionali d'Italia.
Al suo esordio al Roland Garros esce al secondo turno per mano di Stefan Edberg. Dopo la semifinale persa a Porto, esce al turno di esordio al suo primo torneo di Wimbledon. Ad agosto vince a Umago il secondo titolo ATP battendo in finale Félix Mantilla per 6-0, 7-6. Al debutto agli US Open non va oltre il secondo turno. Torna a giocare sulla terra battuta al successivo Romanian Open e si spinge fino alla finale, persa in due set contro Alberto Berasategui. La settimana dopo esordisce in Coppa Davis aggiudicandosi entrambi i singolari nella sfida vinta 4-1 contro la Danimarca. Di rilievo negli ultimi tornei del 1996 la vittoria al Paris Open sul nº 3 del mondo Boris Becker e viene eliminato al terzo turno.

### 1997, finale agli Australian Open, un titolo e altre quattro finali ATP, semifinale al torneo di fine anno e top 5
A inizio stagione perde contro Tim Henman al Sydney International la sua prima finale sul cemento dopo aver sconfitto Wayne Ferreira e Albert Costa. Raggiunge la finale anche ai successivi Australian Open, al primo turno sconfigge in rimonta al quinto set Boris Becker, nei quarti supera Mantilla e in semifinale il nº 3 del mondo Michael Chang in tre set. Nel match che assegna il titolo raccoglie solo otto giochi contro il nº 1 Pete Sampras e a fine torneo fa il suo ingresso nella top 10, in 9ª posizione. Non supera i quarti nei tornei successivi, sale all'8º posto mondiale dopo i terzi turni raggiunti negli ATP Super 9 di Indian Wells e Miami e al 7º con le semifinali al Barcelona Open, dove cede in due set a Costa, e al Super 9 di Monte Carlo, persa in due set contro Marcelo Ríos. Esce di scena al secondo turno al Roland Garros, battuto a sorpresa da Albert Portas, e a Wimbledon. Torna in evidenza con la semifinale a Umago e la finale persa ad Amersfoort contro Sláva Doseděl.
Ad agosto raggiunge negli Stati Uniti le finali sul cemento di Indianapolis e Long Island, perde la prima contro Jonas Björkman e vince la seconda contro Patrick Rafter; risultati che lo spingono al 5º posto mondiale nonostante l'eliminazione al turno di esordio agli US Open. Disputa una nuova finale sulla terra di Bournemouth e raccoglie solo quattro giochi contro Mantilla; non supera mai il secondo turno nei successivi sei tornei. Si qualifica comunque per i prestigiosi ATP Tour World Championships di fine anno ad Hannover e al primo incontro di round robin ha la meglio in tre set sul campione uscente Pete Sampras, nella sua prima vittoria contro un numero 1 mondiale. Sconfitto poi da Patrick Rafter, si qualifica alla semifinale con il successo su Thomas Muster e perde dopo due tie-break contro Evgenij Kafel'nikov.

### 1998, trionfi al Roland Garros e Monte Carlo, finale al torneo di fine anno e top 4
La sconfitta al secondo turno degli Australian Open 1998 gli costa l'uscita dalla top 20. Ad aprile raggiunge la prima semifinale stagionale all'Estoril Open e Berasategui gli concede due soli giochi. Anche al successivo Barcelona Open perde la semifinale contro il giocatore basco. A Monte Carlo vince il primo ATP Super 9 in carriera, elimina tra gli altri i top 10 Kafel'nikov e Àlex Corretja, in semifinale supera Richard Krajicek e in finale Cédric Pioline con il punteggio di 6-3, 6-0, 7-5. Il mese dopo consegue il più prestigioso risultato della carriera trionfando al Roland Garros; raggiunge i quarti dopo aver perso un solo parziale ed elimina in quattro set il nº 3 del mondo Marcelo Ríos, reduce dai trionfi agli ATP Super 9 di Indian Wells, Miami e Roma; considera questo successo su Rios uno dei più bei ricordi della carriera. Anche in semifinale impiega quattro set per avere ragione di Mantilla e trionfa in finale su Corretja per 6-3, 7-5, 6-3. Raggiunge così la 5ª posizione mondiale e sale alla 4ª due settimane più tardi. Dopo l'uscita al secondo turno a Wimbledon, perde in semifinale allo Stuttgart Open.
Nei tornei iniziali della trasferta americana sul cemento non raccoglie buoni risultati come la stagione precedente, ma compie poi un'altra impresa spingendosi per la prima volta fino alla semifinale agli US Open; al secondo turno sconfigge Michael Chang dopo aver perso i primi due set e al turno successivo Jan-Michael Gambill al tie-break del quinto set. Negli ottavi ritrova Corretja e lo batte in tre set così come Magnus Larsson nei quarti, e viene sconfitto al quarto set da Mark Philippoussis. Cede in entrambi i singolari nella semifinale di Coppa Davis persa 4-1 contro la Svezia e perde anche la finale contro Gustavo Kuerten nella sua Maiorca. Entra agli ATP Tour World Championships come nº 5 del mondo e vince il primo match in rimonta contro Karol Kučera, perde il secondo contro Sampras e si qualifica nuovamente alle semifinali battendo Kafel'nikov. Superando in tre set Tim Henman accede alla finale, nella quale Corretja si prende la rivincita del Roland Garros trionfando al quinto set dopo che Moyá aveva vinto i due iniziali.

### 1999, finale a Indian Wells, 1º nel ranking e infortunio
Dopo i modesti risultati di gennaio, a febbraio raggiunge la semifinale a Dubai. Il mese successivo torna a disputare una finale Super 9 a Indian Wells grazie ai successi su Kučera e Kuerten e viene nuovamente sconfitto da Philippoussis, questa volta nel quinto e decisivo set. Con questo risultato, il 15 marzo diventa il primo spagnolo nº 1 del ranking ATP, spodestando Sampras e superando anche Kafel'nikov e Corretja. Il primato dura solo due settimane, con la sconfitta al quarto turno del Miami Open Moyá scende in seconda posizione e Sampras riconquista la vetta. Rimarranno le uniche due settimane in carriera passate da Moyá al primo posto mondiale. Nella sfida di Davis contro il Brasile vince il primo singolare e la sconfitta contro Kuerten sancisce il passaggio ai quarti dei sudamericani. Esce nei quarti nei tre tornei successivi e in semifinale al Super 9 di Amburgo. Non supera il quarto turno al Roland Garros, dove era campione uscente, esce dalla top 10 e vi rientra con la semifinale disputata all'Halle Open. Durante il match di secondo turno agli US Open si procura una frattura da stress alla schiena che lo costringe a giocare due soli altri tornei in stagione e che limiterà la sua fisicità, nel prosieguo della carriera non disputerà altre semifinali Slam.

### 2000, discesa nel ranking e un titolo ATP
Torna a giocare nel marzo del 2000 e il mese dopo – sceso al 50º posto – vince il suo primo titolo dopo il Roland Garros di due anni prima sconfiggendo Francisco Clavet in finale all'Estoril Open. Perde in semifinale al Barcelona Open contro Juan Carlos Ferrero dopo aver battuto Kafel'nikov e Tommy Haas. Eliminato al turno di esordio al Roland Garros e a Wimbledon, scende al 59º posto. Nei tornei americani di fine estate dà forfait prima del match dei quarti a Long Island, mentre agli US Open supera Corretja e vince i primi due set al quarto turno contro Todd Martin che si impone al quinto. Non consegue particolari successi dopo la finale persa in ottobre a Tolosa contro Corretja. Quell'anno non viene mai convocato in Coppa Davis e, vittima di un infortunio, non prende parte neanche al primo storico trionfo della Spagna, che nella finale di dicembre a Barcellona sconfigge 3-1 l'Australia. Chiude il 2000 al 41º posto mondiale.

### 2001, un titolo ATP e risalita nel ranking
Agli Australian Open 2001 sconfigge Rios e il nº 7 del mondo Lleyton Hewitt, e perde nei quarti contro Sébastien Grosjean; in coppia con Nicolás Lapentti si spinge fino ai quarti anche in doppio, che rimarrà il risultato più significativo in carriera nella specialità. Continua a risalire nel ranking raggiungendo i quarti all'International Series Gold di Acapulco, il quarto turno al Miami Open e la finale persa nel parziale decisivo contro Ferrero al Barcelona Open dopo aver vinto i primi due set. Perde in semifinale anche a Maiorca e rientra nella top 20 con i secondi turni raggiunti al Roland Garros e a Wimbledon. Vince un nuovo titolo ATP a Umago sconfiggendo al tie-break del set decisivo Jérôme Golmard e risale al 16º posto mondiale. Nella trasferta americana raggiunge il terzo turno solo agli US Open e chiude la stagione nella top 20 grazie alla semifinale raggiunta a fine ottobre a Basilea.

### 2002, trionfo a Cincinnati, altri tre titoli ATP, semifinale in Tennis Masters Cup e nº 5 mondiale
Sconfitto nelle fasi iniziali dei tornei australiani, a inizio marzo perde la finale di Acapulco contro Fernando Meligeni. Arrivano poi altre eliminazioni precoci nei Tennis Masters Series (nuova denominazione degli ATP Super 9) di Indian Wells e Miami. Si riprende raggiungendo la semifinale all'Estoril Open e soprattutto la finale a Monte Carlo, dove elimina il nº 1 del mondo Hewitt, Corretja e i top 6 Marat Safin e Tim Henman; il torneo viene vinto da Juan Carlos Ferrero, che si impone al terzo set dopo il primo vinto da Moyá. Supera nuovamente Hewitt agli Internazionali d'Italia e cede nei quarti a Tommy Haas. Non va oltre il terzo turno al Roland Garros e una tendinite a una spalla gli impedisce di partecipare a Wimbledon. Dà quindi il via a un nuovo periodo di grandi risultati vincendo due finali consecutive a Båstad e Umago, rispettivamente contro Younes El Aynaoui e David Ferrer. La serie di 13 vittorie ha fine con l'eliminazione in semifinale al Sopot Open.
Ad agosto vince al Cincinnati Open il suo secondo Masters in carriera, il primo sul cemento; non perde alcun set in tutto il torneo, in semifinale elimina il nº 8 ATP Ferrero e in finale ha la meglio per la terza volta in stagione sul nº 1 del mondo Lleyton Hewitt, sconfitto per 7-5, 7-6. Rientra così nella top 10, in 9ª posizione, ed esce al secondo turno agli US Open. Disputa un'altra finale a Hong Kong e viene sconfitto nel tie break decisivo da Ferrero. Al Vienna Open raccoglie solo cinque giochi in semifinale nel suo primo confronto con l'emergente Roger Federer. Raggiunge per la prima volta la semifinale al Paris Masters e viene sconfitto da Marat Safin dopo i successi sul nº 2 del mondo Andre Agassi e sul nº  4 Grosjean. Torna a qualificarsi al prestigioso torneo di fine anno, che si chiama ora Tennis Masters Cup e si svolge a Shanghai. Vi entra con il nº 5 del ranking, arriva in semifinale battendo Safin, Hewitt e Albert Costa e viene sconfitto da Ferrero in tre set dopo aver vinto il primo.

### 2003, tre titoli ATP, finale di Coppa Davis e 4º nel ranking
Come l'anno precedente non raccoglie successi di rilievo a gennaio in Australia, ciononostante sale al 4º posto. A febbraio vince l'Argentina Open superando Kuerten in semifinale e Guillermo Coria in tre set in finale. Il mese dopo raggiunge per la prima volta la finale al Masters del Miami Open e perde per 3-6, 3-6 contro Andre Agassi. Nei quarti di finale di Coppa Davis vinti 5-0 contro la Croazia supera Ivan Ljubičić al quarto set. Perde in semifinale al successivo Monte Carlo Masters contro Coria. Vince il suo primo torneo in Spagna all'ATP International Series Gold di Barcellona grazie al ritiro di Safin in finale quando Moyá conduceva per 2 set a 1 e 3-0 nel quarto. A maggio viene eliminato al secondo turno del Masters di Amburgo da Rafael Nadal, maiorchino come lui, che non ha ancora compiuto 17 anni ed era già entrato nella top 100. Per la seconda volta in carriera disputa i quarti di finale al Roland Garros e cede per 6-8 nel quinto set a Martin Verkerk. Resta quindi inattivo un mese e per il secondo anno consecutivo non gioca a Wimbledon. Rientra a luglio e perde nei quarti a Båstad. A fine mese vince nuovamente il torneo di Umago, in semifinale si prende la rivincita su Nadal e in finale sconfigge Filippo Volandri in tre set.
Eliminato al turno di esordio nei due Masters estivi americani, non va oltre il quarto turno agli US Open. È protagonista nella semifinale di Davis vinta 3-2 a Malaga sull'Argentina aggiudicandosi entrambi i singolari contro Mariano Zabaleta e Gastón Gaudio. Raggiunge la finale a Vienna, e come l'anno prima perde contro Federer che si impone con un triplo 6-3. Eliminato al terzo turno al Madrid Masters, non prende parte al Masters di Parigi-Bercy e si qualifica alla Tennis Masters Cup come 7º del ranking. Nell'evento di fine anno, che si svolge a Houston, per la prima volta viene eliminato nel round robin dopo le sconfitte con Andy Roddick e Coria, ed è ininfluente il successo finale su Rainer Schüttler. L'ultimo impegno stagionale è la finale di Coppa Davis contro l'Australia a Melbourne; vince il primo singolare contro Mark Philippoussis e, dopo che gli australiani si sono assicurati il trofeo vincendo i tre match successivi, non disputa il secondo.

### 2004, trionfo in Davis e al Masters di Roma, altri due titoli ATP
All'esordio stagionale vince il Chennai Open sconfiggendo in finale Paradorn Srichaphan nel tie break decisivo. Anche al successivo Sydney International raggiunge la finale e si ritira durante il primo set. Non prende parte agli Australian Open, rientra a febbraio e perde la finale all'Argentina Open contro Coria. Vince il secondo torneo stagionale ad Acapulco, dove in finale concede tre soli giochi a Fernando Verdasco. Al Miami Open esce di scena nei quarti per mano di Andy Roddick dopo aver vinto il primo set. Nei quarti di finale di Coppa Davis vince entrambi i singolari e la Spagna supera i Paesi Bassi per 4-1. Al Monte Carlo Masters cede in due set in semifinale a Schüttler. Non conferma il titolo dell'anno precedente al Barcelona Open e si riscatta con la prima vittoria in carriera gli Internazionali d'Italia, conquistando il suo terzo e ultimo titolo in un Masters; domina la finale contro il top 10 David Nalbandian e si impone per 6-3, 6-3, 6-1. Esce nei quarti ad Amburgo e nuovamente al Roland Garros, dove perde in tre set contro Coria. Per la prima volta in carriera raggiunge il quarto turno a Wimbledon, viene battuto al quarto set da Hewitt e risale al 4º posto mondiale. Perde quindi in semifinale a Umago contro Volandri.
Dopo la sconfitta contro Agassi nei quarti di finale al Cincinnati Open, consegue il suo miglior risultato olimpico raggiungendo i quarti anche ai Giochi di Atene, dove cede in due set al vincitore del torneo Nicolás Massú. Nella semifinale di Coppa Davis vinta 4-1 contro la Francia ad Alicante gioca solo il primo singolare e perde da Paul-Henri Mathieu. Dopo questa sconfitta si prende un mese di pausa e rientra per disputare a Houston la sua ultima Tennis Masters Cup in carriera e viene eliminato nel round robin con un bilancio di 2 sconfitte e una vittoria. Torna protagonista nella finale di Coppa Davis disputata contro gli Stati Uniti allo Stadio Olimpico di Siviglia. Vince il primo singolare lasciando solo nove giochi a Mardy Fish, arrivano poi i successi di Nadal e del doppio statunitense. Conquista il punto decisivo sconfiggendo il nº 2 del mondo Andy Roddick per 6-2, 7-6, 7-6 davanti a una folla record di 27.000 spettatori, regalando il secondo trofeo alla Spagna. Nelle interviste di fine incontro confida che il trionfo in Davis era il suo sogno e di non aver mai provato una gioia simile. Sarà l'ultima apparizione nella sua carriera di Coppa Davis, che chiude con un bilancio di 20 vittorie e 7 sconfitte.

### 2005-2006, due titoli ATP e discesa in classifica

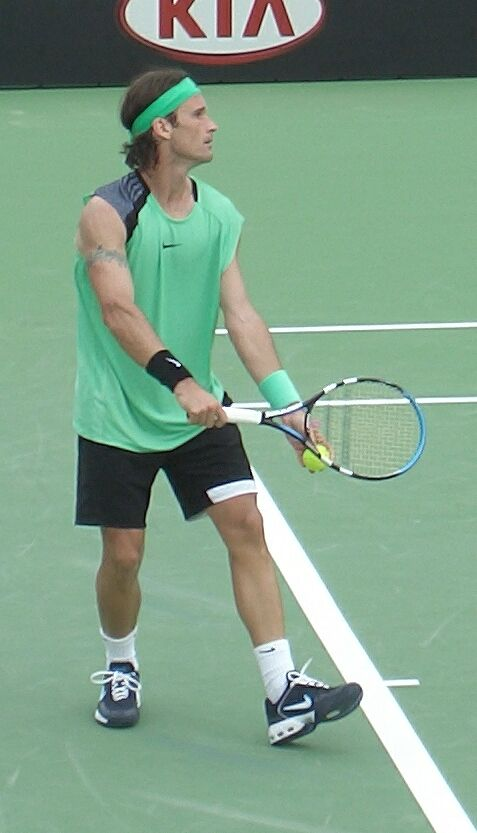
Carlos Moyá agli Australian Open 2006

Si conferma campione al Chennai Open battendo in finale Srichapan come l'anno prima. A marzo perde il set decisivo contro Roddick nei quarti di finale a Indian Wells. Il suo declino inizia dopo il ritiro in semifinale all'Estoril Open, viene eliminato al primo turno al successivo Masters di Roma ed esce definitivamente dalla top 10. Al quarto turno del Roland Garros Federer gli concede solo otto giochi. Inizia ad accusare una serie di infortuni che ne limiteranno il rendimento negli ultimi anni di carriera. Salta tutta la stagione sull'erba, rientra dopo un mese e raggiunge la finale a Umago, persa nel set decisivo contro Coria. Già al termine dei tornei estivi su terra battuta esce dalla top 30. Dopo i deludenti risultati raccolti nella trasferta americana, a fine anno disputa solo altri tre tornei, il miglior risultato sono i quarti raggiunti a Pechino e chiude la stagione in 31ª posizione.
All'inizio del 2006 viene sconfitto da Ljubičić nella sua terza finale consecutiva a Chennai. Si spinge fino alla finale anche all'Argentina Open superando Ferrero in semifinale e si aggiudica il titolo con la vittoria su Volandri. Al Miami Open elimina in due set il nº 2 del mondo Nadal ed esce di scena al terzo turno. Tra le varie sconfitte al primo turno del periodo successivo, raggiunge la semifinale all'Estoril Open e a Umago e il terzo turno al Roland Garros. Ad agosto scende al 49º posto e si affida al nuovo coach, l'ex tennista Luis Lobo. Recupera qualche posizione con alcuni match vinti nei tornei nordamericani.

### 2007, un titolo ATP, quarti di finale al Roland Garros e US Open e 15º nel ranking
Eliminato in semifinale a Chennai, subisce due sconfitte consecutive contro James Blake in finale al Sydney International e al primo turno degli Australian Open. A marzo perde anche la finale di Acapulco contro Juan Ignacio Chela e raggiunge il quarto turno a Indian Wells. A maggio accede alla semifinale di Amburgo grazie ai successi sui top 10 Blake e Novak Djokovic e viene sconfitto dal nº 1 Federer dopo aver vinto il primo set. Esce nei quarti al Roland Garros per mano del nº 2 del mondo Nadal, che confermerà il titolo vinto nel 2006.
Rientrato nella top 20, il buon momento di Moyá continua con la semifinale raggiunta a Båstad, i quarti ad Amersfoort e il titolo vinto a Umago battendo in finale Andrei Pavel, che rimarrà il suo ultimo titolo della carriera. Al Cincinnati Open sconfigge il nº 3 del mondo Djokovic e viene eliminato nei quarti da Hewitt. Per l'ultima volta in carriera raggiunge i quarti in uno Slam anche agli US Open e Djokovic si prende la rivincita. Non va oltre il secondo turno negli ultimi tornei stagionali e chiude il 2007 al 17º posto mondiale dopo essere stato al 15º alla fine degli US Open.

### 2008, ultima finale ATP, 12º e discesa nel ranking

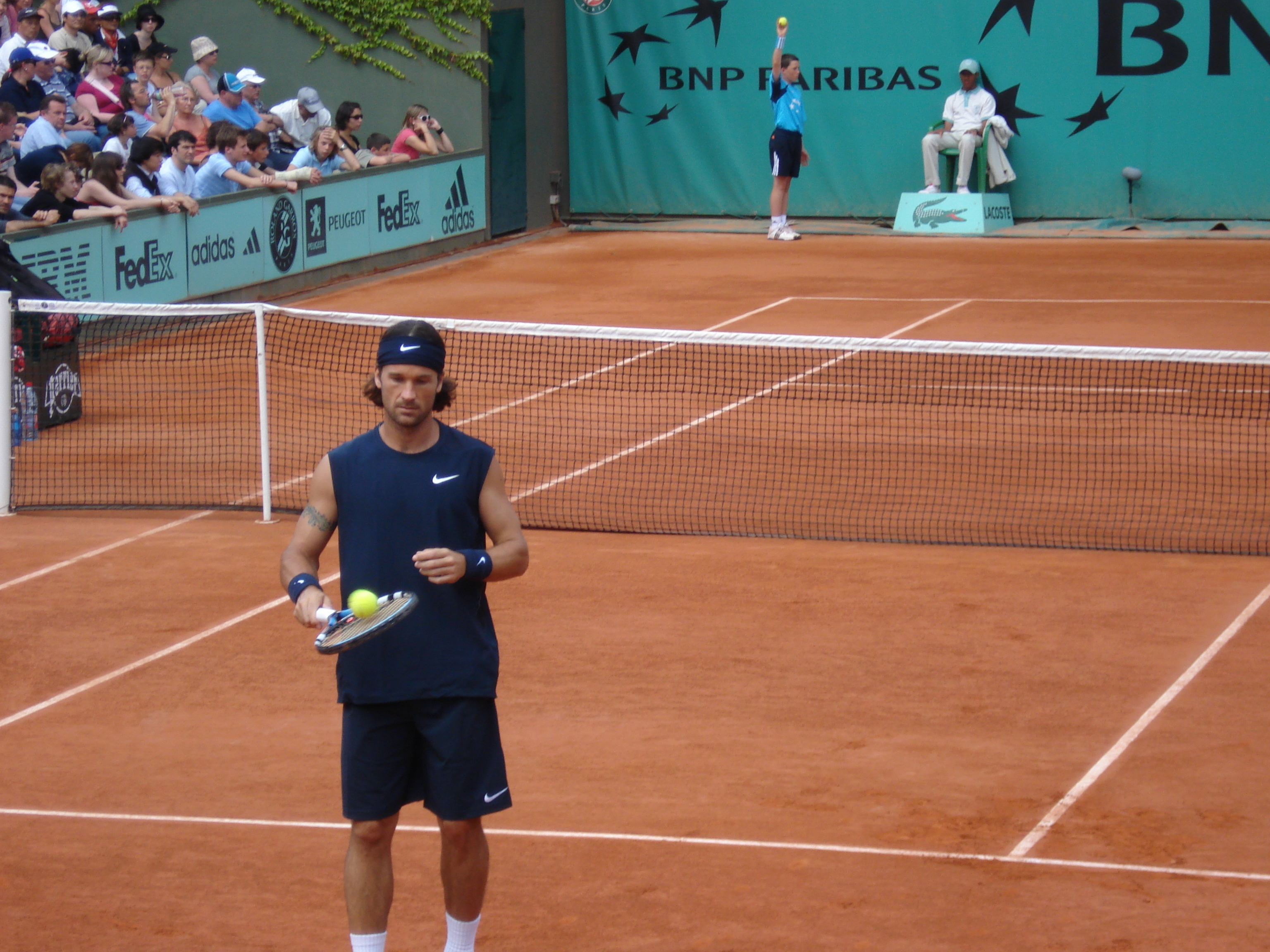
Carlos Moyá nel 2008

Inizia la stagione perdendo la semifinale contro Nadal dopo tre tie break al Chennai Open 2008. A febbraio torna a disputare una finale a Costa do Sauípe e cede per 5-7 al terzo set contro Nicolás Almagro. Nonostante in primavera vinca solo alcuni match al turno di esordio, in maggio torna a occupare la 12ª posizione mondiale, la migliore degli ultimi tre anni. Raggiunge i quarti al Masters di Amburgo e Nadal gli concede solo quattro giochi. Perde posizioni con le frequenti sconfitte nei tornei successivi e risale dopo il Cincinnati Open, nel quale elimina il nº 5 Nikolaj Davydenko e perde nei quarti contro Andy Murray al terzo set dopo aver vinto il primo. Scende al 61º posto con l'eliminazione al secondo turno agli US Open e rientra nella top 50 disputando a Bucarest la sua ultima finale in carriera, persa contro Gilles Simon per 3–6, 4–6. Si spinge fino ai quarti a Metz e all'ATP International Series Gold di Vienna e chiude la stagione in 42ª posizione.

### 2009-2010, infortuni e ritiro
Inizia il 2009 vincendo solo due dei sei incontri disputati. Dopo alcuni mesi che avvertiva dolori all'anca, a inizio marzo la situazione si aggrava, fa sapere di aver sentito improvvisamente un dolore insopportabile e che deve prendersi un periodo di riposo. Chiude così con largo anticipo la stagione e rientra a inizio gennaio del 2010. Anche questa volta gioca solo pochi tornei senza conseguire buoni risultati, vince il suo ultimo incontro tra i professionisti al primo turno di Indian Wells e abbandona il torneo prima di giocare il match successivo per un infortunio al piede. Rientra a maggio e disputa l'ultimo incontro in carriera perdendo contro Benjamin Becker al primo turno del Madrid Open. Il 17 novembre annuncia il suo ritiro dalle competizioni, rivela che il dolore al piede si trascinava da alcuni anni e che non è riuscito a guarire nonostante abbia consultato diversi medici. Fa sapere che si dedicherà alla sua palestra di Palma di Maiorca, alla sua famiglia e ad altri business legati al mondo dello sport. Chiude la carriera con un bilancio di 575 vittorie e 319 sconfitte in singolare nel circuito maggiore.

### Caratteristiche tecniche
Colpisce di rovescio a due mani e di dritto con la destra, anche se scrive con la sinistra. Dotato di un servizio molto preciso e di un potente dritto, nei primi anni di carriera ha affinato il gioco offensivo, miglioramento che già nel 1997 gli ha consentito di raggiungere la finale agli Australian Open. Univa al talento naturale una grande fiducia in sé stesso. Era uno specialista della terra battuta ma ha dimostrato di trovarsi a proprio agio anche sul cemento in diverse altre occasioni, in particolare ha vinto su questa superficie quattro tornei ATP fra cui il Masters del Cincinnati Open. Non ha ottenuto risultati importanti sull'erba, superficie sulla quale non aveva il tempo di giocare a dovere il proprio dritto devastante. Uscito dalla top 10 nel 2005, negli ultimi anni di carriera ha subito diversi infortuni tra cui quelli al piede, a una spalla e all'anca che hanno limitato le sue prestazioni.

## Carriera da allenatore
Inizia ad allenare nel circuito ATP all'inizio del 2016 entrando nello staff tecnico di Milos Raonic, che nel corso di quell'anno sale dalla 14ª alla 3ª posizione mondiale con una serie di grandi risultati tra cui la finale raggiunta a Wimbledon e la semifinale alle ATP World Tour Finals. Il rapporto di lavoro con Raonic si interrompe a sorpresa nel dicembre successivo, e qualche giorno dopo Moyá entra a far parte dello staff del conterraneo maiorchino Rafael Nadal, con l'impegno di seguire anche l'accademia di tennis del campione di Manacor. Già nel 2017 Nadal risale dal 9º posto del ranking a gennaio al 1º posto ad agosto; nel corso della stagione vince tra gli altri tornei il Roland Garros e gli US Open e prima di fine anno Moyá diventa capo allenatore al posto dello storico coach e zio Toni Nadal. Sotto la sua guida Nadal raccoglierà molti altri successi nelle stagioni successive.

## Statistiche

### Finali del Grande Slam vinte (1)
| Anno | Torneo                  | Avversario in finale | Punteggio     |
| 1998 | Open di Francia, Parigi | Àlex Corretja        | 6-3, 7-5, 6-3 |

### Finali del Grande Slam perse (1)
| Anno | Torneo                     | Avversario in finale | Punteggio     |
| 1997 | Australian Open, Melbourne | Pete Sampras         | 2–6, 3–6, 3–6 |

### Singolare

#### Vittorie (20)
| Legenda                                                     |
| Grande Slam (1)                                             |
| Tennis Masters Cup (0)                                      |
| ATP Super 9 / ATP Masters Series (3)                        |
| ATP Championship Series / ATP International Series Gold (3) |
| ATP World Series / ATP International Series (13)            |

| Legenda superfici |
| Cemento (4)       |
| Terra (16)        |
| Erba (0)          |
| Sintetico (0)     |

| Numero | Data             | Torneo                                  | Superficie  | Avversario in finale | Punteggio               |
| 1.     | 6 novembre 1995  | Argentina Open, Buenos Aires (1)        | Terra rossa | Félix Mantilla       | 6-0, 6-3                |
| 2.     | 12 agosto 1996   | Croatia Open Umag, Umago (1)            | Terra rossa | Félix Mantilla       | 6-0, 7-6(4)             |
| 3.     | 18 agosto 1997   | Hamlet Cup, Long Island                 | Cemento     | Patrick Rafter       | 6-4, 7-6(1)             |
| 4.     | 20 aprile 1998   | Monte Carlo Open, Monte Carlo           | Terra rossa | Cédric Pioline       | 6-3, 6-0, 7-5           |
| 5.     | 25 maggio 1998   | Open di Francia, Parigi                 | Terra rossa | Àlex Corretja        | 6-3, 7-5, 6-3           |
| 6.     | 10 aprile 2000   | Estoril Open, Estoril                   | Terra rossa | Francisco Clavet     | 6-3, 6-2                |
| 7.     | 16 luglio 2001   | Croatia Open Umag, Umago (2)            | Terra rossa | Jérôme Golmard       | 6-4, 3-6, 7-6(2)        |
| 8.     | 25 febbraio 2002 | Abierto Mexicano de Tenis, Acapulco (1) | Terra rossa | Fernando Meligeni    | 7-6(4), 7-6(4)          |
| 9.     | 8 luglio 2002    | Swedish Open, Båstad                    | Terra rossa | Younes El Aynaoui    | 6-3, 2-6, 7-5           |
| 10.    | 15 luglio 2002   | Croatia Open Umag, Umago (3)            | Terra rossa | David Ferrer         | 6-2, 6-3                |
| 11.    | 5 agosto 2002    | Cincinnati Open, Cincinnati             | Cemento     | Lleyton Hewitt       | 7-5, 7-6(5)             |
| 12.    | 17 febbraio 2003 | Argentina Open, Buenos Aires (2)        | Terra rossa | Guillermo Coria      | 6-3, 4-6, 6-4           |
| 13.    | 21 aprile 2003   | Barcelona Open, Barcellona              | Terra rossa | Marat Safin          | 5-7, 6-2, 6-2, 3-0 rit. |
| 14.    | 21 luglio 2003   | Croatia Open Umag, Umago (4)            | Terra rossa | Filippo Volandri     | 6-4, 3-6, 7-5           |
| 15.    | 5 gennaio 2004   | Chennai Open, Chennai (1)               | Cemento     | Paradorn Srichaphan  | 6-4, 3-6, 7-6(5)        |
| 16.    | 1º marzo 2004    | Abierto Mexicano de Tenis, Acapulco (2) | Terra rossa | Fernando Verdasco    | 6-3, 6-0                |
| 17.    | 3 maggio 2004    | Internazionali d'Italia, Roma           | Terra rossa | David Nalbandian     | 6-3, 6-3, 6-1           |
| 18.    | 1º marzo 2005    | Chennai Open, Chennai (2)               | Cemento     | Paradorn Srichaphan  | 3-6, 6-4, 7-6(5)        |
| 19.    | 18 febbraio 2006 | Argentina Open, Buenos Aires (3)        | Terra rossa | Filippo Volandri     | 7-6(6), 6-4             |
| 20.    | 29 luglio 2007   | Croatia Open Umag, Umago (5)            | Terra rossa | Andrei Pavel         | 6-4, 6-2                |

#### Finali perse (24)
| Legenda                                                       |
| Grande Slam (1)                                               |
| Tennis Masters Cup / ATP World Tour Finals (1)                |
| Masters Series / ATP World Tour Master 1000 (3)               |
| ATP International Series Gold / ATP World Tour 500 Series (4) |
| ATP International Series / ATP World Tour 250 Series (15)     |

| No. | Data              | Torneo                                                 | Superficie  | Avversario in finale | Punteggio                   |
| 1.  | 6 maggio 1996     | Internazionali di Tennis di Baviera, Monaco di Baviera | Terra rossa | Sláva Doseděl        | 4–6, 6–4, 3–6               |
| 2.  | 16 settembre 1996 | Romanian Open, Bucarest (1)                            | Terra rossa | Alberto Berasategui  | 1–6, 6(5)–7                 |
| 3.  | 13 gennaio 1997   | Sydney International, Sydney (1)                       | Cemento     | Tim Henman           | 3–6, 1–6                    |
| 4.  | 27 gennaio 1997   | Australian Open, Melbourne                             | Cemento     | Pete Sampras         | 2–6, 3–6, 3–6               |
| 5.  | 4 agosto 1997     | Dutch Open, Amsterdam                                  | Terra rossa | Sláva Doseděl        | 6(4)–7, 6(5)–7, 7–6(4), 2–6 |
| 6.  | 18 agosto 1997    | Indianapolis Championships, Indianapolis               | Cemento     | Jonas Björkman       | 3–6, 6(3)–7                 |
| 7.  | 15 settembre 1997 | Bournemouth International, Bournemouth                 | Terra rossa | Félix Mantilla       | 2–6, 2–6                    |
| 8.  | 5 ottobre 1998    | Open de Tenis Comunidad Valenciana, Maiorca            | Terra rossa | Gustavo Kuerten      | 7–6(5), 2–6, 3–6            |
| 9.  | 30 novembre 1998  | Tennis Masters Cup, Hannover                           | Cemento     | Àlex Corretja        | 6–3, 6–3, 5–7, 3–6, 5–7     |
| 10. | 8 marzo 1999      | Indian Wells Open, Indian Wells                        | Cemento     | Mark Philippoussis   | 7–5, 4–6, 4–6, 6–4, 2–6     |
| 11. | 22 ottobre 2000   | Grand Prix de Tennis de Toulouse, Tolosa               | Cemento (i) | Àlex Corretja        | 3–6, 2–6                    |
| 12. | 30 aprile 2001    | Barcelona Open, Barcellona                             | Terra rossa | Juan Carlos Ferrero  | 6–4, 5–7, 6–3, 3–6, 5–7     |
| 13. | 22 aprile 2002    | Monte Carlo Masters, Monte Carlo                       | Terra rossa | Juan Carlos Ferrero  | 5–7, 3–6, 4–6               |
| 14. | 30 settembre 2002 | Hong Kong Open, Hong Kong                              | Cemento     | Juan Carlos Ferrero  | 3–6, 6–1, 6(4)–7            |
| 15. | 31 marzo 2003     | Miami Open, Miami                                      | Cemento     | Andre Agassi         | 3–6, 3–6                    |
| 16. | 13 ottobre 2003   | Vienna Open, Vienna                                    | Cemento (i) | Roger Federer        | 3–6, 3–6, 3–6               |
| 17. | 19 gennaio 2004   | Sydney International, Sydney (2)                       | Cemento     | Lleyton Hewitt       | 3–4 ret.                    |
| 18. | 30 settembre 2004 | Argentina Open, Buenos Aires                           | Terra rossa | Guillermo Coria      | 4–6, 1–6                    |
| 19. | 1º agosto 2005    | Croatia Open Umag, Umago                               | Terra rossa | Guillermo Coria      | 2–6, 6–4, 2–6               |
| 20. | 9 gennaio 2006    | Chennai Open, Chennai                                  | Cemento     | Ivan Ljubičić        | 6(6)–7, 2–6                 |
| 21. | 15 gennaio 2007   | Sydney International, Sydney (3)                       | Cemento     | James Blake          | 3–6, 7–5, 1–6               |
| 22. | 5 marzo 2007      | Abierto Mexicano de Tenis, Acapulco                    | Terra rossa | Juan Ignacio Chela   | 3–6, 6(2)–7                 |
| 23. | 17 febbraio 2008  | Brasil Open, Costa do Sauípe                           | Terra rossa | Nicolás Almagro      | 6(4)–7, 6–3, 5–7            |
| 24. | 14 settembre 2008 | Romanian Open, Bucarest (2)                            | Terra rossa | Gilles Simon         | 3–6, 4–6                    |

## Risultati in progressione

### Singolare
| Torneo             | 2010 | 2009 | 2008 | 2007 | 2006 | 2005 | 2004 | 2003 | 2002 | 2001 | 2000 | 1999 | 1998 | 1997 | 1996 | Vittorie |
| ------------------ | ---- | ---- | ---- | ---- | ---- | ---- | ---- | ---- | ---- | ---- | ---- | ---- | ---- | ---- | ---- | -------- |
| Australian Open    | 1T   | 1T   | 1T   | 1T   | 1T   | 1T   | -    | 2T   | 2T   | QF   | -    | 1T   | 2T   | F    | 1T   | 0        |
| Roland Garros      | -    | -    | 1T   | QF   | 3T   | 4T   | QF   | QF   | 3T   | 2T   | 1T   | 4T   | V    | 2T   | 2T   | 1        |
| Wimbledon          | -    | -    | -    | 1T   | -    | -    | 4T   | -    | -    | 2T   | 1T   | 2T   | 2T   | 2T   | 1T   | 0        |
| US Open            | -    | -    | 2T   | QF   | 3T   | 2T   | 3T   | 4T   | 2T   | 3T   | 4T   | 2T   | SF   | 1T   | 2T   | 0        |
| Tennis Masters Cup | -    | -    | -    | -    | -    | -    | RR   | RR   | SF   | -    | -    | -    | F    | SF   | -    | 0        |